# Burnt Church First Nation

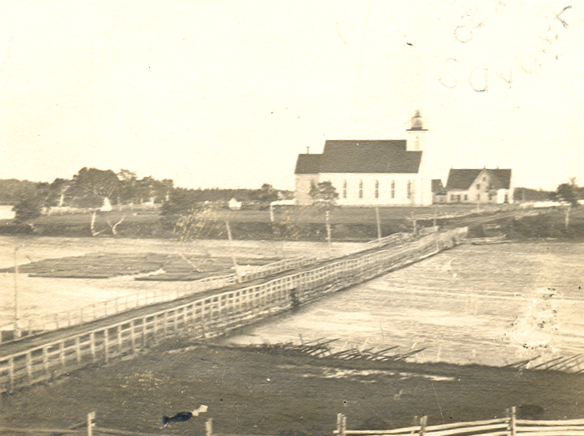
Die Kirche von Pokemouche Immaculée-Conception (1869–1898), ca. 1890

Die Burnt Church First Nation, Selbstbezeichnung Eskɨnuopitijk oder Esgenoôpetitj, ist eine zu den Mi’kmaq zählende First Nation in der kanadischen Provinz Neubraunschweig. Ihre Angehörigen leben rund 4,5 km südlich von Lagacéville und 7 km südwestlich von Neguac an der Miramichi Bay. Im März 2010 waren 1676 Menschen als Angehörige des Stammes registriert. Davon lebten 1174 innerhalb des Reservats, 45 in anderen Reservaten, 457 außerhalb.
Ihre Reservate sind Burnt Church 14 (985,4 ha), Tabusintac 9 (3268,7 ha) und Pokemouche (151,4 ha).
Außerhalb des kanadischen Ostens wurde der Stamm durch Auseinandersetzungen um Fangrechte bekannt, bei denen es vor allem um das seit 1759 verbriefte Recht der Mi’kmaq auf den Fang von Hummer (lobster) ging. Dieser durfte nach kolonialer Rechtsprechung durch die Mi’kmaq jederzeit durchgeführt werden, doch kam es 2000 und 2001 zu Auseinandersetzungen mit nicht-indigenen Hummerfängern und mit der Royal Canadian Mounted Police. Dabei wurden Boote und Fanggeräte zerstört, mehrere Indianer gerieten in Lebensgefahr.

## Geschichte
Der Name ‚Burnt Church‘ – ‚verbrannte Kirche‘ – rührt daher, dass während der Kriege zwischen Briten und Franzosen, die sich hier Akadier nennen, die Mi’kmaq zahlreiche Akadier versteckten. Die Briten brannten daraufhin im Rahmen einer Kampagne zur Zerstörung der Siedlungen 1758 die Kirche nieder.

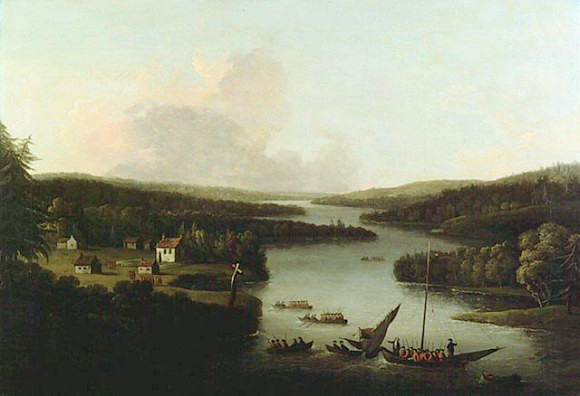
A View of Miramichi, 1760, ein Francis Swaine zugeschriebenes Ölgemälde nach einer Vedute von Captain Hervey Smyth. W.F. Ganong identifizierte den Ort jedoch als Burnt Church village in The History of Neguac and Burnt Church, in: Acadiensis (Oktober 1908)

1760 schlossen die Briten unter Gouverneur Charles Lawrence einen Friedens- und Freundschaftsvertrag („Treaty of Peace and Friendship“ heißt es wörtlich), auf den sich die Mi’kmaq bis heute berufen. Er räumte ihnen unbegrenzte Jagd- und Sammelrechte ein.
1841 hieß es in einem Bericht: „Das Reservat..., das 240 Acre umfasst, ist ausschließlich von Indianern bewohnt. Das andere Reservat auf der Nordseite des Burnt Church River, aus 1400 Acre bestehend, ist in einem Zustand der Wildnis. Es gibt keinerlei Wege durch das Gebiet, doch um Streitigkeiten zu vermeiden sollten die Grenzen bestimmt werden - eine Untersuchung ist erforderlich.“

## Kampf um Fangrechte
Im August 1993 wurde Donald Marshall Junior wegen Verstoßes gegen das Fischereirecht verhaftet. Er wurde beschuldigt, ohne Genehmigung Fisch gefangen und verkauft zu haben, dies darüber hinaus außerhalb der Fangsaison. Marshall berief sich auf Verträge aus den Jahren 1760 und 1761, die ihn seiner Meinung nach von diesen Bestimmungen freistellten. Er wurde verurteilt, und auch das Appellationsgericht von Neuschottland (Nova Scotia Court of Appeal) teilte nicht seine Ansicht. Doch im September 1999 ließ der Oberste Gerichtshof von Kanada Berufung zu und befreite ihn von allen Bußgeldern. Das Gericht entschied, er habe einen vertraglich gesicherten Anspruch auf einen angemessenen Unterhalt („moderate livelihood“) durch Jagd, Fischfang und Sammeln von natürlichen Ressourcen. Dabei hielt das Gericht fest, dass dies nicht zu unbegrenzter ökonomischer Nutzung dieses Rechts führen könne.
In der Folge versuchten die Fischer von Burnt Church im September und Oktober 1999 ihr Fischrecht wahrzunehmen, doch wurden sie von nicht-indigenen Konkurrenten daran gehindert. Darüber hinaus richteten diese einen Schaden von 210.000 Dollar an, indem sie die Hummerfallen der Indianer zerstörten. Das Department of Fisheries and Oceans (DFO) und die Royal Canadian Mounted Police (RCMP) unternahmen nichts, obwohl mindestens einer der Mi’kmaq schwer verletzt wurde. Gerade zu dieser Zeit erschien ein Kommentar der Richter, die seinerzeit gegen die Entscheidung votiert hatten. Sie waren der Ansicht, dass die Provinzregierungen berechtigt seien, Vertragsrechte bzw. ihre Ausübung zu regulieren. Dies könnten sie auf der Basis ökonomischer und regionaler Fairness, der Rechtssicherheit aufgrund historischer Erfahrung und der Beteiligung an der Fischerei seitens nicht-indigener Gruppen tun. Dennoch forderten sie die Konsultationspflicht der zuständigen Minister ein, und zugleich durfte das Recht auf einen angemessenen Lebensunterhalt nicht gefährdet werden.
Daher bot der Fischereiminister von Neubraunschweig 34 Gruppen Vereinbarungen an, die die Zahl der Fallen gegen Bargeld, Boote, Ausrüstung und Ausbildung festsetzten. Doch viele Indianer fürchteten einen Präzedenzfall für die Einschränkung ihrer Vertragsrechte zu schaffen, und 5 Gruppen lehnten ab. 29 blieben in Verhandlungen oder erhielten Verträge. Dies mag darauf zurückzuführen sein, dass Stammesratgeber mit Unterschriftsberechtigung mit Boni gelockt wurden.
Burnt Church lehnte ab, Acadia, Afton, Bear River und Indian Brook ebenfalls. Erstere entwickelten den Esgenoôpetitj First Nation Management Plan, der zum einen die Vertragsrechte wahren, das Ökosystem schützen und zugleich dafür sorgen sollte, dass nicht nur wenige Stammesmitglieder profitierten.
So wurden Fischereigenehmigungen ausgestellt, die Zahl der Fallen auf 15.000 im Herbst und 5000 im Frühjahr begrenzt. Damit wäre die Gesamtzahl der Fallen, die über offizielle Genehmigungen schon vorgesehen war, um 5000 erhöht worden. Doch der zuständige Minister lehnte den Plan ab.
Dennoch begannen die Burnt Church mit dem Hummerfang. Die Regierung ließ durch die Polizei Boote und Fallen konfiszieren, es kam zu Kollisionen, Übergriffen, Verhaftungen und Prozessen.
Inzwischen geriet die Fischereipolitik der Provinz immer mehr in die Kritik. Die Zahl der dort Beschäftigten fiel von 1996 bis 2001 von rund 100.000 auf kaum noch 10.000, da die Regierung großen Betrieben Vorrechte einräumte. Auch die Katholische Kirche und die Quäker mischten sich ein und forderten die Achtung der Vertragsrechte, aber auch Schutz der verbliebenen Fischer. Die Fronten verhärteten sich, und so kam es in der Fangsaison 2001 wieder zu heftigen Konfrontationen. Am 1. August 2002 unterzeichneten Burnt Church und das Department of Fisheries and Oceans ein Abkommen zur Miramichi Bay.

## Aktuelle Situation
2009 sollte im Reservat eine neue Schule entstehen, deren Abschlüsse bis K-8 reichen.

## Film
- Is the crown at war with us? 2002, Obomsawin, Alanis, 160 min. 31 s. (Website mit dem Film: Is the Crown at war with us?).